# Planetorama
Planetorama é uma série de animação brasileira desenvolvida pelo Fundo Setorial do Audiovisual e (Ancine), Sendo produzida pela Cabong Studios e transmitida na TV Cultura e TV Rá-Tim-Bum em outubro de 2017, contando com uma temporada de 13 episódios com 11 minutos cada. Em janeiro de 2018 a animação passou a ser transmitida também pelo Disney XD.

## Sinopse
A série acompanha a vida e desventuras do elefantenauta Ulisses, o cachorronauta Pudim, e a lhama Musco que convivem juntos no espaço sideral em uma nave, perdidos em galáxias desconhecidas explorando vários planetas diferentes e exóticos porém, que muito lembram situações do cotidiano vividas na terra a cada episódio.

## Lista de Episódios
Episódio 1 - Asa
Episódio 2 - KD VC?
Episódio 3 - Verão Eterno
Episódio 4 - Pequeno Príncipe
Episódio 5 - Planeta Bipolar
Episódio 6 - Planeta dos Macactus
Episódio 7 - Circo Intergalático
Episódio 8 - Meu Nome Não é Borg
Episódio 9 - Jogos Molhados
Episódio 10 - Piratas Espaciais
Episódio 11 - Neve?
Episódio 12 - E o Vento Levou
Episódio 13 - Esqueceram de Musco